# Corrado Silvestrelli
Corrado Silvestrelli (Ancona, 17 luglio 1913 – ...) è stato un calciatore italiano, di ruolo attaccante.

## Caratteristiche tecniche
Giocava come ala.

## Carriera
Nella stagione 1930-1931 e nella stagione 1931-1932 milita in Prima Divisione (la terza serie dell'epoca) con l'Anconitana, con cui nella seconda di queste stagioni segna 4 reti in 21 presenze.
Torna a vestire la maglia dell'Anconitana nella stagione 1934-1935; successivamente, nella stagione 1935-1936 gioca 3 partite nel neonato campionato di Serie C; nella stagione 1936-1937 ottiene la promozione in Serie B, categoria nella quale esordisce durante la stagione 1937-1938, nella quale segna 4 reti in 24 presenze nella serie cadetta.
Continua a militare in seconda serie con la squadra del capoluogo marchigiano anche nelle successive tre stagioni: nel corso dell'annata 1938-1939 gioca 6 partite senza segnare, nella stagione 1939-1940 realizza 4 gol in 11 presenze ed infine nel campionato 1940-1941 mette a segno una rete in 13 presenze. Silvestrelli rimane all'Anconitana anche nella stagione 1941-1942, nella quale contribuisce con 2 reti in 8 partite alla vittoria del campionato di Serie C.
Chiude la carriera giocando un altro anno in Serie C, nel corso del quale segna 2 reti in 16 presenze con la maglia del Fano.
In carriera ha giocato complessivamente 54 partite in Serie B, nel corso delle quali ha segnato 7 reti.

## Palmarès

### Giocatore

#### Competizioni nazionali
- Serie C: 2

Anconitana-Bianchi: 1936-1937, 1941-1942